# 장지수 (인터넷 방송인)
장지수(1999년 12월 8일~)는 대한민국의 유튜버, 인터넷 방송인이다. 2021년 9월, 닉네임인 꽈뚜룹에서 본명인 장지수로 활동명을 변경하였다.

## 생애
어릴 때부터 미국으로 갈 것을 준비했으며, 초등학교를 졸업한 이후 중학교, 고등학교 내내 국제학교를 다녔다. 청소년 시기에 힙합을 좋아했다고 한다. 고등학교를 졸업한 이후 대학교에 입학하러 미국으로 유학을 떠났지만, 유튜버의 길을 선택해 휴학을 하게 된다. 그 뒤 꽈뚜룹이라는 채널명으로 브이로그를 올려 첫 데뷔를 한다.

## 유튜브

### 꽈뚜룹
꽈뚜룹은 장지수가 연기하는 '가상의 인물'이다.
채널을 대표하는 컨텐츠로는 JTBC의 한끼줍쇼 프로그램에서 착안한 '한끼내놔'와 꽈뚜룹컴페니라는 가상 회사에 유명인이 면접자로 지원하여 꽈뚜룹의 질문에 답변하는 방식의 '면접' 컨텐츠가 대표적이다. 이외에도 일상, 토크(썰), 먹방, 게임 등 큰 틀의 컨텐츠, MBTI 토크, 갑자기 분위기 mic 등의 컨텐츠도 있다. 
또한, 2017년 Show Me The Money 6, 2020년 Show Me The Money 9, 2021년 Show Me The Money 10에서 각각 예선과 심사에 지원하면서 래퍼로서의 활동도 꾸준히 이어나갔다.
2021년 9월 27일, 유튜브 채널을 통해 활동을 종료할 예정임을 알렸다. 이틀 뒤 9월 29일, 마지막 영상, 면접 컨텐츠의 면접자 '장지수'의 면접을 끝으로 장지수는 약 4년 10개월간의 꽈뚜룹 활동을 마무리 지었다.

### 장지수
2021년 9월 29일, 가상의 인물인 꽈뚜룹이 은퇴하면서 추후 장지수, 본인의 모습으로 복귀할 예정이다. 꽈뚜룹이 아닌 장지수의 첫 작품 "공범"이 10월 7일 꽈뚜룹 유튜브에 올라왔다.

## 업적
- 2015년 166초 영화제 대상
- 2017년 실버버튼 수상
- 2020년 골드버튼 수상

## 출연
- Show Me The Money 6
- 가짜사나이
- Show Me The Money 9 - 특별 출연
- 부캐선발대회
- Show Me The Money 10 - 예선 탈락